# Charles Gottweiss

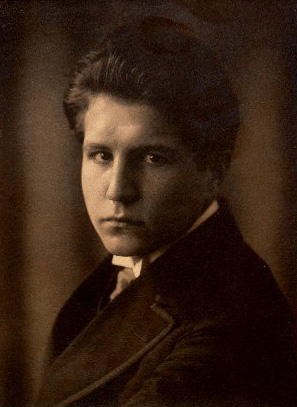
Charles Gottweiss, Porträt

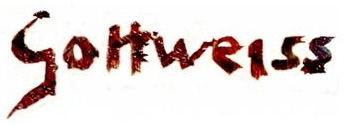
Signatur von Charles Gottweiss

Charles Gottweiss (geboren 20. August 1887 in Straßburg, Deutsches Kaiserreich; gestorben 20. März 1976 in Straßburg) war ein deutsch-französischer Künstler und Bildhauer.

## Leben und Werk
Charles wurde als einziger Sohn von Carl Otto Hugo Gottweiss und Marie-Jeanne Harter geboren. Die Eltern des Künstlers waren im Holzhandel tätig. Das Unternehmen war erfolgreich und besaß zwei Häuser in Straßburg. Nach dem Ersten Weltkrieg wurden die Häuser beschlagnahmt und verkauft. Die Familie fand Zuflucht bei Verwandten in Kœnigshoffen. Der Maler selbst zog in eine Wohnung in Straßburg und besaß ein Atelier am Kanal im Viertel „Klein Frankreich“. 
Gottweiss wurde Schüler von Lothar von Seebach. Emile Schneider und Edward Hirth unterrichteten ihn in der Malerei, Paul Schultz in der Skulptur. Die Pioniere des Kubismus, besonders Paul Cézanne, Georges Braque, Pablo Picasso und Juan Gris haben den Grundstein im Laufe der Jahre gelegt und Charles inspiriert. Wie viele Künstler des Kubismus hat auch Gottweiss das Stillleben bevorzugt und hunderte Werke gemalt. Er achtete bei seinem Stile immer darauf, Architektur und Fülle der Form zu verbinden. 
Im Alter von 73 Jahren nahm er an Gruppenausstellungen in Saverne und an der Orangerie in Straßburg teil. Seine letzten Jahre verbrachte Gottweiss in Marlenheim, wo er 1976 starb.

## Ausstellungen
- 29.-30. März 2008, Große Charles Gottweiss Ausstellung, Schloss Wickrath